# 4 A.M.
«4 AM» — сингл немецкой электронной группы Scooter. Был выпущен 7 сентября 2012 года в качестве сингла из шестнадцатого студийного альбома Music for a Big Night Out. Песня основана на семплах 1991 года (сингл «Promise Me» от Беверли Крейвен и песня «Million Voices» от Otto Knows).

## Список композиций
Download
| №  | Название               | Длительность |
| -- | ---------------------- | ------------ |
| 1. | «4 AM (Radio Version)» | 3:16         |
| 2. | «4 AM (Club Extended)» | 5:31         |

UK Download
| №  | Название                                  | Длительность |
| -- | ----------------------------------------- | ------------ |
| 1. | «4 AM (Radio Edit)»                       | 3:16         |
| 2. | «4 AM (Club Mix)» (same as Club Extended) | 5:31         |
| 3. | «4 AM (Picco Edit)»                       | 3:59         |
| 4. | «4 AM (Picco Remix)»                      | 5:29         |
| 5. | «4 AM (Clubstar Remix)»                   | 3:25         |

## Чарты
| Chart (2012)   | Peak position |
| -------------- | ------------- |
| Россия и СНГ   | 5             |
| Чехия          | 27            |
| Финляндия      | 29            |
| Германия       | 96            |
| Великобритания | 177           |

### Новогодние чарты
| Chart (2012) | Rank |
| ------------ | ---- |
| Россия и СНГ | 94   |

| Chart (2013) | Rank |
| ------------ | ---- |
| Россия и СНГ | 17   |